# Музеј Војводине
Музеј Војводине у Новом Саду је највећа музејска установа у АП Војводини. Оснивач Музеја је Скупштина АП Војводине, а оснивачка права врши Влада АП Војводине. Своју делатност обавља у неколико историјских здања у Новом Саду и његовој околини. Седиште установе и део сталне поставке из археологије, историје - до 1867. године као и етнологије је у Дунавској улици број 35. У Дунавској 37 делује Одељење новије историје са сталном поставком 20. века до маја 1945. године. Депандансе има у Челареву (у реконструкцији), Кулпину (изложба стилског намештаја, низ изложби из историје пољопривреде) и у Бачком Јарку (етно-кућа „Брвнара”).
Три касноантичка парадна шлема из 4. века представљају јединствене примерке своје врсте на подручју Европе и деценијама се издвајају као неформални заштитни знак Музеја.
Музеј Војводине обавља послове матичне делатности за све установе заштите покретних културних добара, музеје, галерије и збирке у саставу, на подручју Војводине, односно надзор над њиховим стручним радом.
Редовна музејска публикација Рад Музеја Војводине излази од 1952. године, и њена основна функција је објављивање резултата делатности музејских радника и установа у Војводини, као и резултата њиховог научноистраживачког и стручног рада.

## Историја
Музеј Војводине носилац је традиција чији почеци су везани за Матицу српску, у време њеног деловања у Пешти. У Летопису Матице српске, 1825. године, објављена је идеја о потреби оснивања музејске збирке. Након оснивања Матице Српске грађани постају вођени идејом очувања националног идентитета и почињу самоиницијативно да поклањају предмете и старине из богате историје српског народа. Идеја је преточена у стварност 14. октобра (по старом календару) 1847. године, када је донета одлука о оснивању Српске народне збирке или Музеума „где ће се чувати све старине и знаменитости“. Жеља оснивача била је да Музеум постане „огледало живота нашега народа у крајевима у којима он живи“.
Прва музејска збирка настала је, поред осталог и из богате заоставштине мађарског племића српског порекла Саве Текелије. Музеј је први пут отворен за јавност, под именом Музеј Матице српске 9. јула 1933. године, у Новом Саду.
У настојању да се створи централни музеј са делокругом рада за целу Војводину, из Музеја Матице српске издвојен је део материјала и 30. маја 1947. године основан Војвођански музеј, као музеј комплексног типа, са бројним збиркама из археологије, етнологије, историје, историје уметности, зоологије, ботанике, геологије-палеонтологије и минералогије-петрографије. Музеј је тада добио и задатак стручног надзора над свим музејима у Војводини. Одговарајући простор Војвођански музеј добио је тек 1974. године уселивши се у зграду бившег суда, подигнуту 1896. године по нацртима будимпештанског архитекте Ђуле Вагнера.
Из окриља Војвођанског музеја касније су произашле установе задужене за заштиту споменика културе и природе: Музеј радничког покрета и народне револуције, Музеј града Новог Сада, Покрајински завод за заштиту споменика културе Војводине, Покрајински завод за заштиту природе, Позоришни музеј Војводине и Пољопривредни музеј Војводине.
Музеј радничког покрета и народне револуције, који је основан 1956. године, трансформисан је у Музеј социјалистичке револуције и, на крају, у Историјски музеј Војводине. Био је смештен је у наменски изграђеној згради коју је 1959. пројектовао архитекта Иво Витић.
Коначно, 20. маја 1992. године Војвођански музеј сјединио се са Историјским музејом Војводине у јединствену установу под називом Музеј Војводине.
Од 1995. године, Музеј Војводине сваке године организује процесију у виду Машкараде, кроз улице Новог Сада, у циљу очувања хришћанских традиција везаних за Белу недељу (Покладе).
У оквиру Музеја Војводине налази се и библиотека, чији фонд чини литература везана за све области којима се бави Музеј, а то су археологија, етнологија, историја, историја уметности, нумизматика и музеологија, односно литература која омогућава систематско проучавање историје Војводине.
Овде се налази Археоботаничка башта Музеја Војводине.

## Сталне поставке
Музеј Војводине пред јавност излази са комплексно израђеном сталном поставком која, у континуитету од осам хиљада година, презентује развитак људског друштва на данашњем тлу Војводине. На простору од 3.000 м2 представљено је 6.000 репрезентативних експоната из археологије (од палеолита до антике), историје и историје уметности (од XV до друге половине 20. века) и етнологије. Стална поставка пружа синтетичку слику миленијумске прошлости овог краја. Изложени предмети сведоче о трајању људских заједница и култура од палеолита и мезолита до првих људских трагова код Ирига старих око 70.000 година, преко старчевачке, винчанске и других неолитских култура, вишеслојне Гомолаве, Феудвара и Калакаче, до митских времена старе Грчке и велелепних споменика империјалног Рима, од сеоба народа до смена етничких заједница – словенских, угарских, српских и других народа. Први део сталне поставке прати обимна монографија „Музеј Војводине“. Други део сталне поставке, који говори о прошлости Војводине од средине 19. века до средине XX.

## Депанданси
У успостављању разгранате музејске мреже створени су депанданси – Етно-парк "Брвнара" у Бачком Јарку и Музејски комплекс Кулпин у оквиру кога су Пољопривредни музеј и Изложба стилског намештаја.

## Међународна сарадња
У области међународне сарадње Музеј је развио сарадњу са иностраним музејским установама кроз различите форме сарадње: размена изложби и стручњака, учешће на међународним стручним скуповима и у заједничким истраживачким пројектима. Са партнерским музејима су потписани протоколи о сарадњи и то по важећим међународним кодексима које прописује ICOM. Партнерски музеји су: Музеј Баната из Темишвара (Румунија), Централни музеј Подунавских Шваба из Улма (Немачка), Музеј планинског Баната из Решице (Румунија) и Музеј града Ријеке (Хрватска). Са овим институцијама сарадња је свеобухватна и покрива сва поља делокруга рада Музеја. Путем размене музејских издања Музеј одржава везе са 192 културне институције из 29 земаља.

## Галерија
- Музеј Војводине у Новом Саду
- Музеј Војводине у Новом Саду
- Музеј Војводине у Новом Саду
- Музеј Војводине у Новом Саду
- Зграда Музеја Војводине
- Museum of Vojvodina
- Кочије (експонат)